# Лятно тръшване (1992)
Лятно тръшване (1992) (на английски: SummerSlam) е петото годишно pay-per-view събитие от поредицата Лятно тръшване, продуцирано от Световната федерация по кеч (WWF). Събитието се провежда на 29 август 1992 г. в Лондон, Англия, но е излъчено в понеделник 31 август.

## Обща информация
Това е първото голямо pay-per-view на WWF, което се провежда извън Северна Америка.
PPV-то включва два мача в основното събитие. В първия Ултимейт Уориър предизвиква „Мачо Мен“ Ренди Савидж за Световната титла в тежка категория на WWF. Уориър печели мача чрез отброяване, но не печели титлата. В другото главно събитие „Британският Булдог“ Дейви Бой Смит тушира Брет Харт, за да спечели Интерконтинентална титла на WWF.
WWE счита, че тълпата е четвъртата по големина публика на живо, която някога присъства на WWF/E събитие, с 80 355 души. Между цените на билетите и продажбите на стоки, WWF реализира над 3 650 000 долара приходи. Отзивите за събитието са почти всички положителни, а мачът Смит-Харт е оценен като най-добрият мач в историята на Лятно тръшване.

## Резултати
| №                                                                        | Резултати | Правила                                                       | Време |
| ------------------------------------------------------------------------ | --- | ------------------------------------------------------------- | ----- |
| 1Т                                                                       | Дърварите (Дърваря Буч и Дърваря Люк) и Джим Дъгън побеждават Маунти и Гадните момчета (Брайън Нобс и Джери Сагс) (с Джими Харт) | Шесторен отборен мач                                          | 12:33 |
| 2Т                                                                       | Папа Шанго поб. Тито Сантана | Индивидуален мач                                              | 06:00 |
| 3                                                                        | Легионът на смъртта (Животното и Ястреба) (с Пол Елеринг) поб. Пари ООД (Ървин Р. Шистър и Тед Дибиаси) (с Джими Харт)           | Отборен мач                                                   | 15:10 |
| 4                                                                        | Нейлс поб. Върджил | Индивидуален мач                                              | 03:55 |
| 5                                                                        | Рик Мартел срещу Шон Майкълс (със Сензационната Шери) приключва с двойно отброяване                                              | Индивидуален мач                                              | 08:06 |
| 6                                                                        | Природните бедствия (Земетресението и Тайфун) (ш) поб. Братята Бевърли (Бо и Блейк Бевърли) (с Геният)                           | Отборен мач за Световните отборни титли на WWF                | 10:30 |
| 7                                                                        | Кръш поб. Рипо Мен | Индивидуален мач                                              | 05:41 |
| 8                                                                        | Ултимейт Уориър поб. Ренди Савидж (ш) чрез отброяване                                                                            | Индивидуален мач за Световната титла в тежка категория на WWF | 28:00 |
| 9                                                                        | Гробаря (с Пол Беърър) поб. Камала (с Харви Уипълман и Ким Чий) чрез дисквалификация                                             | Индивидуален мач                                              | 03:27 |
| 10                                                                       | Татанка поб. Берзеркерът (с Мистър Фуджи)                                                                                        | Индивидуален мач                                              | 05:46 |
| 11                                                                       | Британският Булдог поб. Брет Харт (ш)                                                                                            | Индивидуален мач за Интерконтинентална титла на WWF           | 25:40 |
| - (ш) – указва шампиона/шампионите в мача - Т – показва, че мача е тъмен | |                                                               |       |